# Dom Pachino
 (janvier 2010).
Si vous disposez d'ouvrages ou d'articles de référence ou si vous connaissez des sites web de qualité traitant du thème abordé ici, merci de compléter l'article en donnant les références utiles à sa vérifiabilité et en les liant à la section « Notes et références ».
Dom Pachino (Domingo J. Del Valle né à Manhattan, New York) est un rappeur portoricain. Il est membre du groupe de rap Killarmy et aussi lancé une carrière solo. Il est aussi connu sous les pseudo de P.R. Terrorist, mais il utilise ce pseudonyme seulement en tant que producteur suite les attaques du 11 septembre 2001, pensant que ça aurait un effet négatif sur les ventes.

## Solo
- Tera Iz Him (2002)
- Domination (2004)
- Unreleased (2005)
- The Arsenal (2005)
- 4 Security Reasons (2006)
- Gunz an Glory: A Soldier Story (jako P.R. Terrorist; 2006)
- Rice & Beanz (2007)
- Tera Iz Him 2 (2009)

## Avec Killarmy
- Silent Weapons for Quiet Wars (1997)
- Dirty Weaponary (1998)
- Fear, love, war (2001)
- Greatest Hits (2011)